# Yuma Ichikawa
Yuma Ichikawa (japanisch 市川 侑麻 Ichikawa Yuma; * 29. Juni 1998 in der Präfektur Saitama) ist ein japanischer Fußballspieler.

## Karriere
Yuma Ichikawa erlernte das Fußballspielen in der Schulmannschaft der RKU Kashiwa High School sowie in der Universitätsmannschaft der Kokushikan-Universität. Seinen ersten Vertrag unterschrieb er am 10. Februar 2021 beim Tokyo 23 FC. Mit dem Verein spielte er 33-mal in der fünften Liga, der Kanto Soccer League (Div.1). Im Januar 2023 wechselte er in die dritte Liga, wo er einen Vertrag bei Azul Claro Numazu unterschrieb. Sein Drittligadebüt für den Klub aus Numazu gab Yuma Ichikawa am 18. März 2023 (3. Spieltag) im Heimspiel gegen Vanraure Hachinohe. Bei der 0:1-Niederlage wurde er in der 90.+1 Minute für Kenshirō Suzuki eingewechselt.